# Retrato de Isabel de Portugal (van Eyck)
O Retrato de Isabel de Portugal era uma pintura de noivado a óleo sobre madeira da infanta D. Isabel, filha de D. João I e que foi a terceira esposa de Filipe III de Borgonha. Executada cerca de 1428-29 pelo mestre flamengo Jan van Eyck, está actualmente perdida, sendo conhecida apenas por cópias.
Foi uma das primeiras obras de Jan van Eyck tendo sido pintada cerca de quatro anos antes do seu Retábulo de Ghent.

## Descrição
O Retrato de Isabel de Portugal é especialmente notável pela forma precursora como ela coloca a mão sobre o parapeito de pedra falso. Com este gesto, Isabel estende a sua presença para fora do espaço pictórico entrando no do espectador. A partir das cópias sobreviventes pode-se deduzir que, além da moldura de carvalho real, havia duas outras "molduras pintadas", uma das quais tinha inscrições góticas a toda à volta, enquanto um parapeito de pedra falso dava apoio para que as mãos dela pudessem repousar.
Este motivo ilusório foi mais tarde desenvolvido por van Eyck no seu Léal Souvenir (na Galeria), em que o braço do sujeito descansa na moldura inferior esquerda da pintura, como se o sujeito tivesse acabado de chegar, de repente e informalmente, para o encontro e se posicionasse casualmente. Este conceito foi depois copiado notoriamente por Petrus Christus no Retrato de um Cartuxo (na Galeria), em que colocou uma mosca poisada no centro da borda inferior falsa da sua tela. Van Eyck já tinha ido mais longe do que isso, contudo, tendo criado no seu retrato uma série de perspectivas ilusórias.
A partir da cópia do seguidor desconhecido, podemos ver que Isabel é mostrada a olhar diretamente para o espectador, numa pose bastante ousada e intimista para um retrato de noivado. Apesar do seu olhar ser adequadamente tímido, havia, obviamente, a intenção de ser atraente.
Van Eyck pintou um outro retrato na mesma época, o Retrato de Homem com Toucado Azul (na Galeria) de 1428. Os historiadores de arte tendem a olhar para esta obra para deduzir como o retrato de Isabel poderia ter sido. A pintura do Toucado Azul foi realizado numa escala miniaturística (22.5 cm x 16.6 cm com moldura), presumivelmente para facilitar o seu transporte, pelo que é razoável admitir que o retrato da futura Duquesa fosse da mesma escala.
Admite-se que esta pintura do Toucado Azul tivesse sido encomendada como um retrato de noivado destinada a confirmar uma proposta de casamento a uma noiva que nunca tinha sido vista e à família dela, e daí o anel que o retratado apresenta, e neste caso o retratado poderia ter sido o próprio Filipe da Borgonha. Esta teoria é baseada nas dimensões quase miniaturais do quadro; um tamanho tão pequeno teria permitido o seu fácil transporte até à família da pretendida.
Embora o original se tenha perdido e seja hoje conhecido apenas a partir de algumas cópias, van Eyck era um renomado e amplamente copiado artista na época e a sua provável influência pode ser vista em pinturas da Duquesa, uma pelo atelier de Rogier van der Weyden, e outra de um artista desconhecido de meados do século XV, embora estas obras mostrem Isabel numa idade mais avançada (ambos na Galeria).

## História

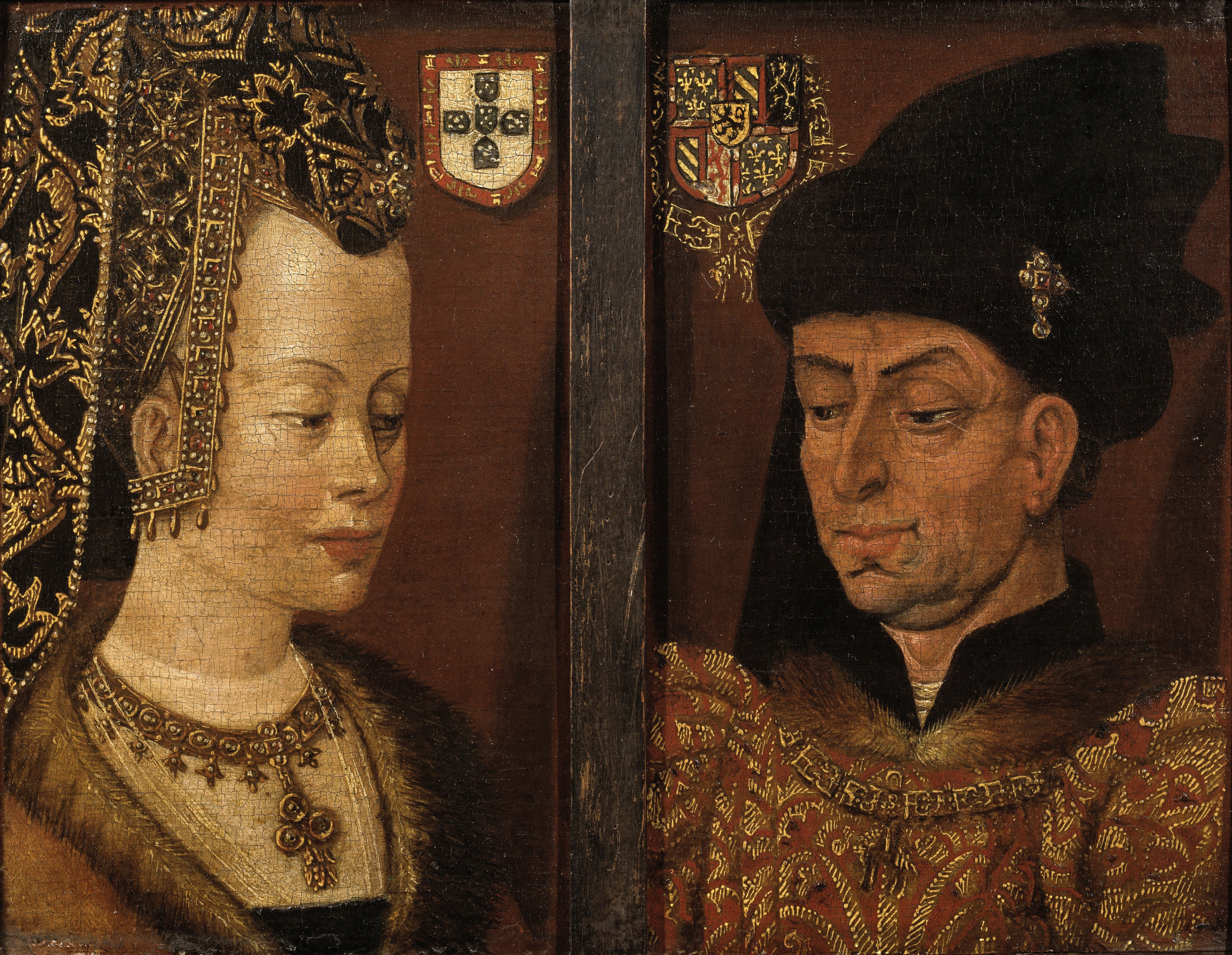
Díptico posterior representando os Duques da Borgonha, Filipe e Isabel, na sua meia idade.

Jan van Eyck visitou Portugal em 1428-29 a pedido de Filipe III de Borgonha, fazendo parte de uma embaixada para avaliar se a princesa Isabel, então com 30 anos de idade, se mostrava adequada como noiva de Filipe. Van Eyck foi encarregado de levar de volta duas (muito provavelmente foi pintado um par para aumentar a probabilidade de pelo menos uma chegar ao seu destino nos Países Baixos) representações fiéis do seu semblante para apreciação do Duque.
Dado que Portugal estava a ser fustigado de novo pela peste, a corte real era itenerante e a delegação flamenga foi recebida no Castelo de Avis (sede da Ordem de Avis de que D. João I fora Grão Mestre e que passara entretanto para o domínio da Coroa). Van Eyck passou lá nove meses, tendo regressado depois aos Países Baixos. Isabel ficou noiva do Duque tendo o casamento de ambos ocorrido no Dia de Natal de 1429.
O retrato foi executado quando o acordo preliminar de casamento foi elaborado, e destinava-se a ser enviado a Filipe juntamente com o documento de acordo. O quadro era concebido como testemunho ocular da "pessoa da princesa", fornecendo uma verificação independente da sua identidade quando ela mais tarde viajasse para junto de Filipe da Borgonha.

## Galeria

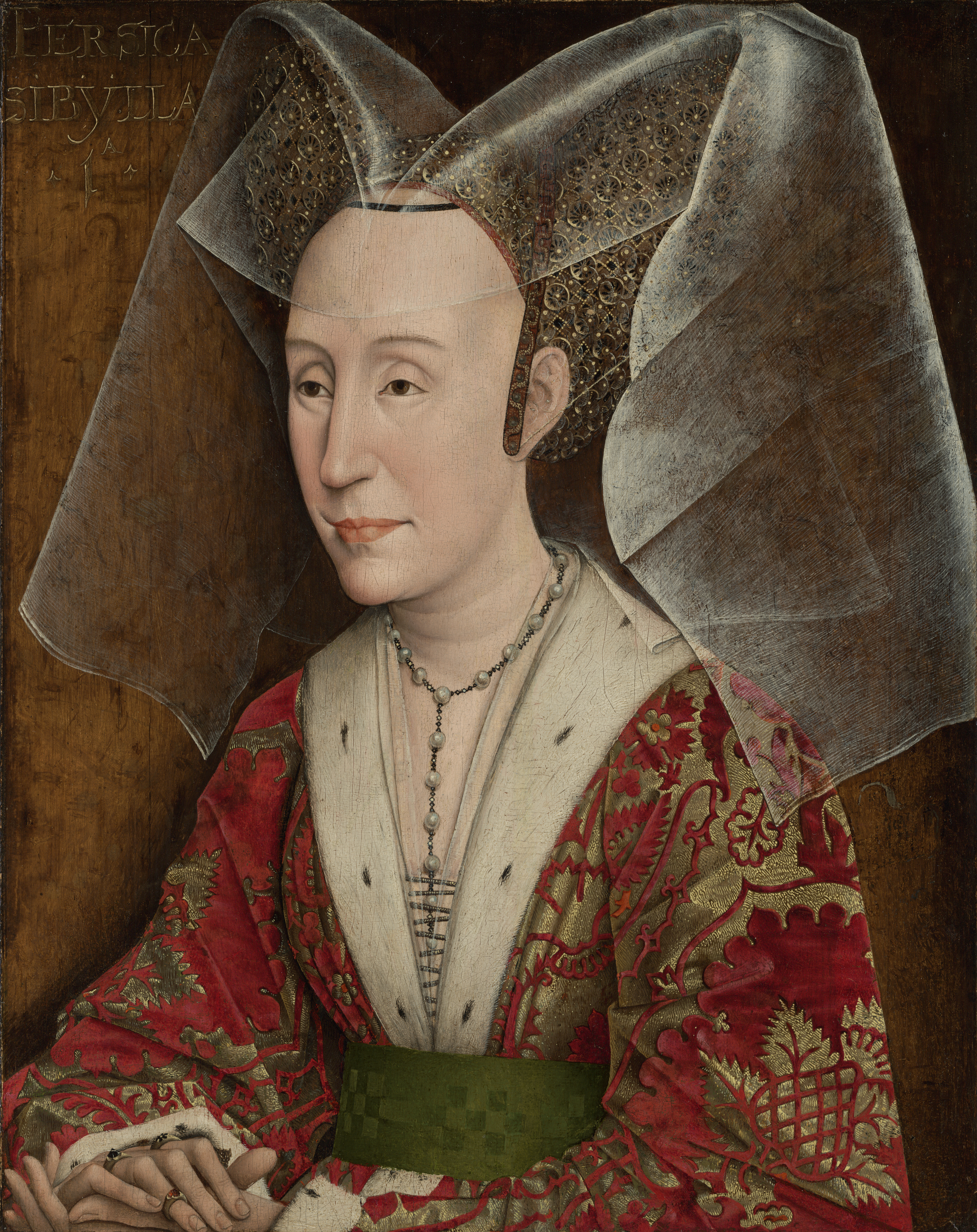
Retrato de Isabel de Portugal (Weyden), atribuido ao atelier de Rogier van der Weyden, c 1445/50
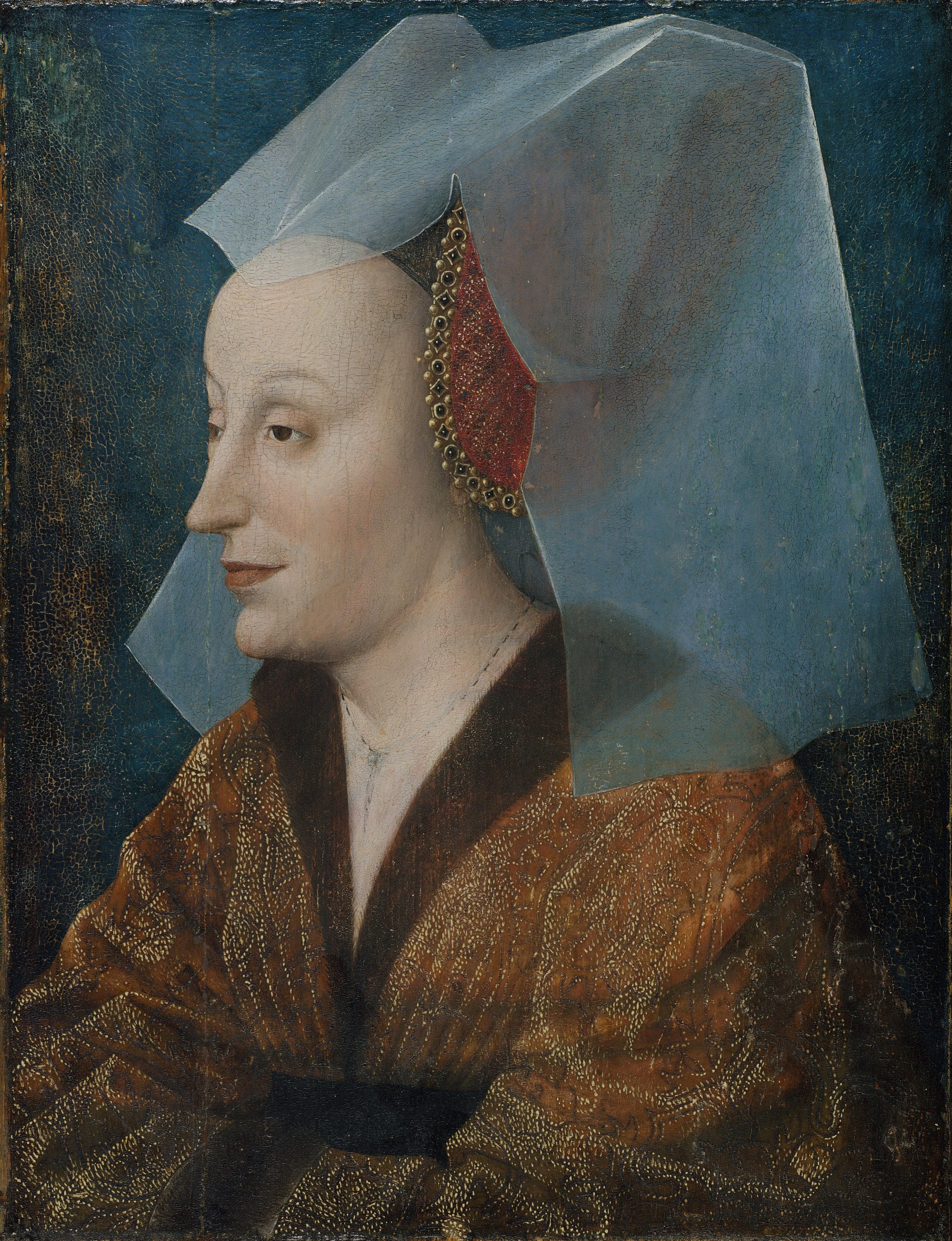
Provável Retrato de Isabel de Portugal de um artista nórdico desconhecido em meados do Século XV.
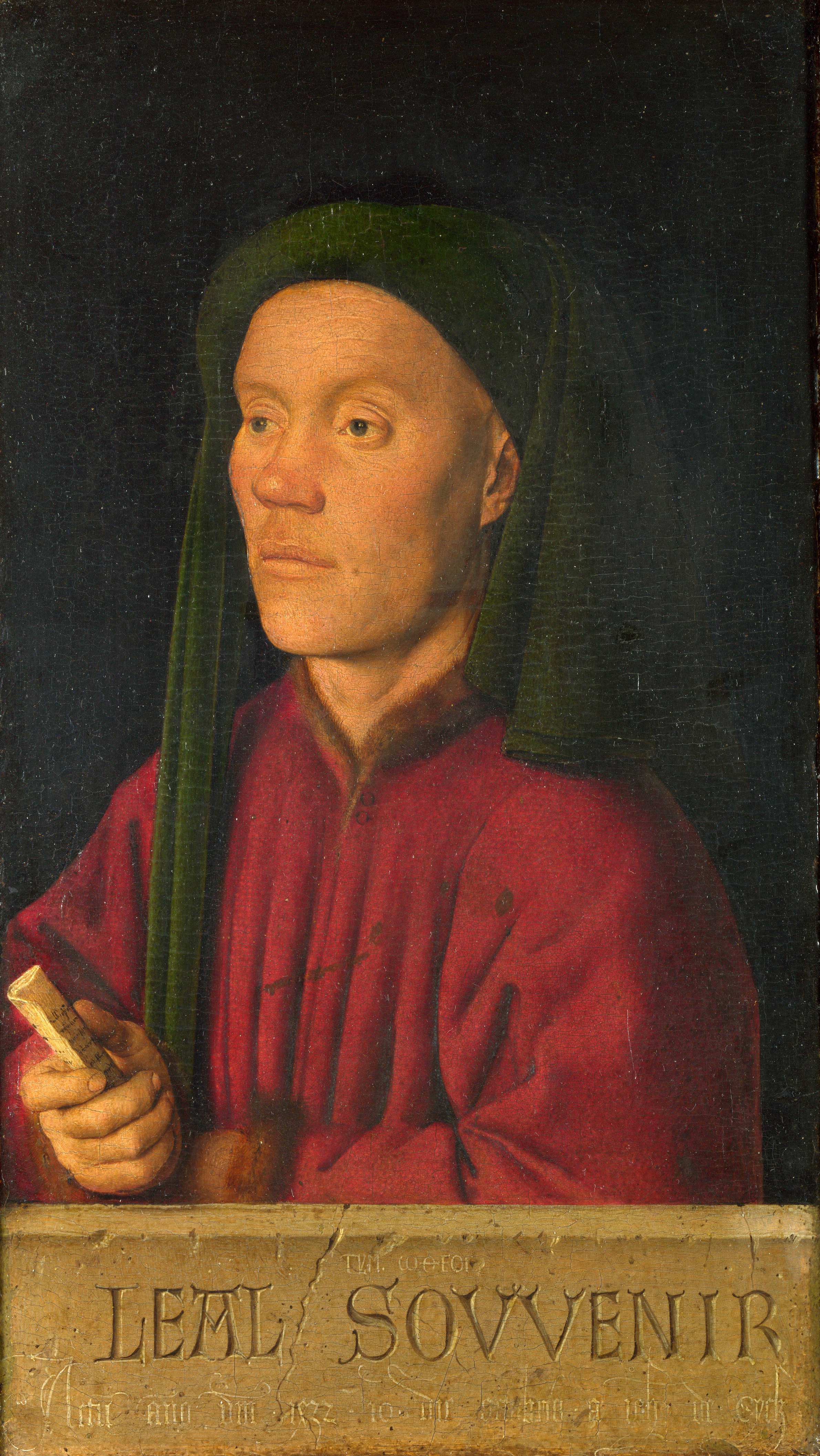
Léal Souvenir, de Jan van Eyck, na National Gallery.
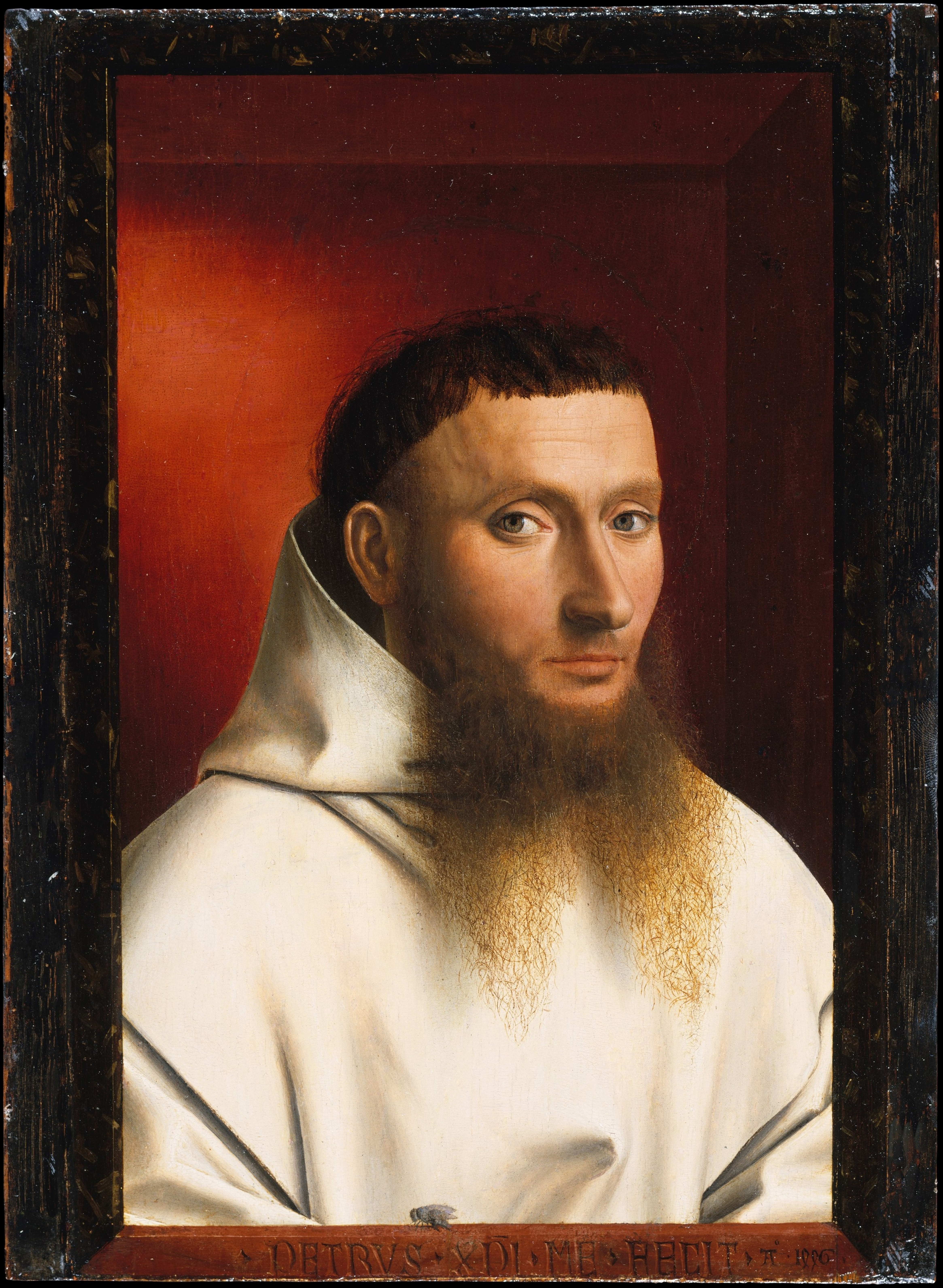
Retrato de um Cartuxo, de Petrus Christus, 1446. Metropolitan Museum of Art, Nova Iorque.
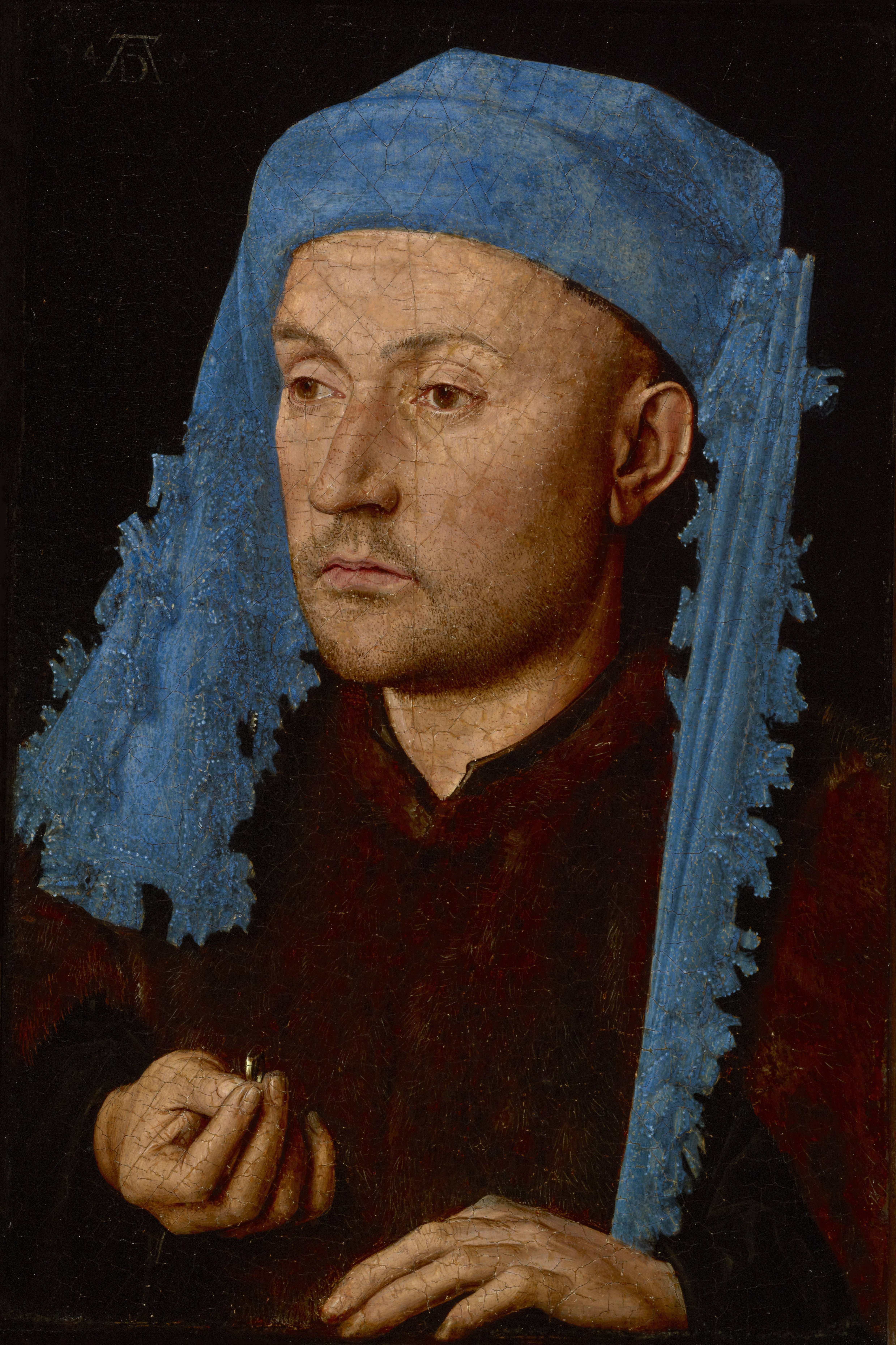
Retrato de Homem com Toucado Azul, de Jan van Eyck, 1428